# 2011 في النمسا
فيما يلي قوائم الأحداث التي وقعت خلال عام 2011 في النمسا.

## سياسة

### تعيين في المنصب
- 21 أبريل – سيباستيان كورتس Secretary of State  [لغات أخرى]‏.

### انتهاء فترة المنصب
- 1 يناير – سيباستيان كورتس عضو البرلمان الإقليمي فيينا.

## رياضة
- 29 مايو – طواف إيطاليا 2011 الفائزون يان باكيلانتس، أستانا 2011 [الإنجليزية]‏، جون جادريت، فينتشينزو نيبالي، رومان كريوزيجير، ستيفانو جارزيلي، ميشيل سكاربوني.

## وفيات

### أبريل
- 3 أبريل – إديث كليستيل (مواليد 1932) سياسية نمساوية.

### يوليو
- 4 يوليو – أوتو فون هابسبورغ (مواليد 1912) سياسي ألماني.

### أغسطس
- 31 أغسطس – يوهان ريغلر (مواليد 1929) لاعب كرة قدم نمساوي.

### نوفمبر
- 29 نوفمبر – إليزابيث كلوز (مواليد 1912) مهندسة معمارية من الولايات المتحدة الأمريكية.